# LIBSVM
LIBSVM (i també LIBLINEAR) són dues biblioteques de programari en l'àmbit d'aprenentatge automàtic del tipus codi obert i desenvolupades a la Universitat Nacional de Taiwan per Chih-Chung Chang i Chih-Jen Lin. Estan escrites en llenguatge C++ i tenen una API en format de llenguatge C. LIBSVM implementa algorismes d'optimització de màquines de vectors, de classificació i de regressió. LIBSVM es distribueix sota la Llicència BSD i es pot cridar des d'altres plataformes com són GATE, KNIME, Orange i scikit-learn, i des d'altres llenguatges de programació com Java, MATLAB, R, i Python.